# زينة الفوندان
الفُنْدان عجينة سكريّة لصنع الحلوى.